# دانشگاه آزاد اسلامی واحد میبد
دانشگاه آزاد اسلامی واحد میبد در چهار آذر سال ۱۳۶۶ تأسیس گردیده‌است. مساحت این دانشگاه ۱۲۸ هکتار می‌باشد. این دانشگاه در سه کیلومتری جاده میبد یزد واقع است.
این دانشگاه دارای خوابگاه و کلیه امکانات رفاهی اعم از سالن ورزش سایت کامپیوتر و سایت اینترنت و همچنین دارای دوربین‌های پیشرفته برای رشته‌های مهندسی عمران - نقشه‌برداری می‌باشد - استادان این دانشگاه سخت گیر و سطح دانشگاه از نظر علمی نسبت به دانشگاه‌های مرجع کشور قابل قبول می‌باشد. با این وجود این دانشگاه از امکانات آزمایشگاهی فوق‌العاده‌ای نسب به کلیه دانشگاه‌های کشور برخوردار است.
قتل سمیه کاکاوند توسط برادر مذهبی یکی از اساتید دانشگاه سروصدای رسانه ای بسیاری در زمان خود ایجاد کرد.
درگیری دانشجویان با بسیج دانشجویی و تهدید به قتل مسؤل بسیج دانشجویی دانشگاه در اعتراضات سال ۱۴۰۱ هم سر صدای زیادی در فضای مجازی و حتی در بین دانشجویان این دانشگاه داشت.

## رشته‌های موجود در در دانشگاه

### رشته‌های گروه فنی مهندسی
1. مهندسی سخت‌افزار
2. مهندسی نرم‌افزار
3. مهندسی نقشه‌برداری
4. مهندسی سرامیک
5. مهندسی عمران

### رشته‌های گروه انسانی
1. مترجمی زبان
2. علوم ارتباطات
3. حقوق

### رشته‌های گروه کشاورزی
1. اصلاح نباتات
2. زراعت
3. کویر زدایی
4. محیط زیست
5. مهندسی منابع طبیعی - آبخیزداری

### رشته‌های گروه پزشکی
1. مامایی
2. گیاه پزشکی
3. دامپزشکی
4. پرستاری